# Don't
«Don't» es una canción interpretada por el cantautor británico Ed Sheeran incluida en su segundo álbum de estudio, x. Fue compuesta por Sheeran y Benny Blanco, mientras que este último la produjo junto a Rick Rubin. Esta contiene sampleos de la canción «Don't Mess with My Man» de Lucy Pearl, originalmente editada en el año 2000. Estuvo planeado para ser lanzado como el primer sencillo del álbum, pero en su lugar se optó por "Sing." Fue lanzada por iTunes el 13 de junio de 2014, como el segundo sencillo promocional de x. El 24 de agosto de 2014 tuvo su lanzamiento como el segundo sencillo oficial del álbum.
Alcanzó el número 8 en la lista de sencillos del Reino Unido. Mientras en los Estados Unidos, se convirtió en su primer sencillo en ubicarse entre los primeros diez del Billboard Hot 100, alcanzando el noveno puesto. También alcanzó el top diez en ocho países.

## Canción y grabación
"Don't" es una canción sobre una novia que engañó a Sheeran con un amigo cercano. Al tocarle la canción a Taylor Swift, él dijo, "Taylor me dijo, 'pase lo que pase, entre nosotros como amigos, nunca quisiera enojarte tanto'". La canción empezó como "una frase en su teléfono," y fue grabada primero con Benny Blanco, luego con Rick Rubin con dos productores para terminarla. La canción casi no llega a estar en el álbum, ya que Sheeran sintió que era "un poco personal", pero muchas personas cercanas a él que escucharon el demo querían que la diera a conocer, ya que era "una buena canción... así que terminó en el disco."

## Lanzamiento
Se planeó que "Don't" fuera lanzada como el primer sencillo del álbum hasta marzo de 2014, cuando se eligió "Sing." Sheeran publicó un fragnento de la canción en un comercial para Beats Electronics en mayo de 2014. El 13 de junio de 2014, "Don't" estuvo disponible para quienes pedían antes el álbum como el segundo sencillo promocional, seguido de "One", y se publicó un audio oficial en la página de YouTube de Sheeran.

## Vídeo musical
Se lanzó un vídeo para la canción el 4 de agosto de 2014 por YouTube. El vídeo fue dirigido por Emil Nava y aparece al bailarín Philiph Chbeeb de I.aM.mE yendo desde la pobreza a la riqueza. Sheeran hace un breve cameo. 

## Lista de canciones
| Descarga digital – single |         |          |  |
| N.º                       | Título  | Duración |  |
| 1.                        | «Don't» | 3:39     |  |

| Sencillo en CD |           |          |  |
| N.º            | Título    | Duración |  |
| 1.             | «Don't»   | 3:39     |  |
| 2.             | «Friends» | 3:10     |  |

| Descarga digital – extended play |                                             |          |  |
| N.º                              | Título                                      | Duración |  |
| 1.                               | «Don't» (Remix de Rick Ross)                | 4:17     |  |
| 2.                               | «Be My Husband» (En vivo desde Glastonbury) | 7:50     |  |
| 3.                               | «Everything You Are»                        | 3:58     |  |
| 4.                               | «Friends»                                   | 3:10     |  |

| Descarga digital – extended play para el Reino Unido |                                             |          |  |
| N.º                                                  | Título                                      | Duración |  |
| 1.                                                   | «Don't» (Remix de Rick Ross)                | 4:17     |  |
| 2.                                                   | «Be My Husband» (En vivo desde Glastonbury) | 7:50     |  |
| 3.                                                   | «Everything You Are»                        | 3:58     |  |

| Descarga digital – remix |                               |          |  |
| N.º                      | Título                        | Duración |  |
| 1.                       | «Don't» (Remix de Don Diablo) | 4:09     |  |

## Posicionamiento en listas

### Semanales
| País              | Lista (2014)            | Mejor posición |
| ----------------- | ----------------------- | -------------- |
| Alemania          | Media Control Charts    | 17             |
| Australia         | ARIA Singles Chart      | 4              |
| Austria           | Ö3 Austria Top 40       | 30             |
| Bélgica (Flandes) | Ultratop 50             | 43             |
| Bélgica (Valonia) | Ultratop 50             | 48             |
| Canadá            | Canadian Hot 100        | 7              |
| Dinamarca         | Tracklisten             | 8              |
| Escocia           | Scottish Singles Chart  | 10             |
| Eslovaquia        | Singles Digitál Top 100 | 13             |
| España            | PROMUSICAE              | 43             |
| Estados Unidos    | Billboard Hot 100       | 9              |
| Estados Unidos    | Pop Songs               | 2              |
| Estados Unidos    | Adult Pop Songs         | 3              |
| Estados Unidos    | Adult Contemporary      | 24             |
| Estados Unidos    | Dance/Mix Show Airplay  | 4              |
| Finlandia         | Suomen virallinen lista | 17             |
| Francia           | SNEP Singles Chart      | 41             |
| Irlanda           | Irish Singles Chart     | 11             |
| Israel            | Media Forest            | 2              |
| Nueva Zelanda     | Recorded Music NZ       | 6              |
| Países Bajos      | Dutch Top 40            | 15             |
| Polonia           | Polish Airplay Top 20   | 15             |
| República Checa   | Singles Digitál Top 100 | 10             |
| Reino Unido       | UK Singles Chart        | 8              |
| Suecia            | Sverigetopplistan       | 22             |
| Suiza             | Schweizer Hitparade     | 7              |

## Certificaciones
| País           | Organismo certificador | Certificación       | Simbolización | Ventas    | Ref.   |
| -------------- | ---------------------- | ------------------- | ------------- | --------- | ------ |
| Alemania       | BVMI                   | Oro                 | ●             | 200 000   | [ 36 ] |
| Australia      | ARIA                   | Platino             | 2▲            | 140 000   | [ 37 ] |
| Canadá         | CRIA                   | Platino             | 2▲            | 160 000   | [ 38 ] |
| Dinamarca      | IFPI — Dinamarca       | Platino (Streaming) | ▲             | 2 600 000 | [ 39 ] |
| Estados Unidos | RIAA                   | 2× Platino          | ▲             | 2 000     | [ 40 ] |
| Nueva Zelanda  | RMNZ                   | Platino             | ▲             | 15 000    | [ 41 ] |
| Italia         | FIMI                   | Platino             | ▲             | 30 000    | [ 42 ] |
| Reino Unido    | BPI                    | Platino             | ▲             | 600 000   | [ 43 ] |
| Suecia         | GLF                    | Platino             | ▲             | 40 000    | [ 44 ] |
| Suiza          | IFPI Suiza             | Oro                 | ●             | 15 000    | [ 45 ] |